# Videcosville
Videcosville é uma comuna francesa na região administrativa da Normandia, no departamento Mancha. Estende-se por uma área de 2,56 km². Em 2010 a comuna tinha 84 habitantes (densidade: 32,8 hab./km²).